# Гнат Некрасов
Ігнат Федорович Некрасов (бл. 1660-1737) - Донський отаман, один з активних учасників Булавінського повстання і права рука самого Кіндрата Булавіна.

## Біографія
Козачий отаман, уродженець станиці Голубинської. Брав участь у взятті булавинцями Черкаська та керував стратою поваленого військового отамана Лук'яна Максимова та наближених до нього старшин. Після проголошення Кіндрата Булавіна отаманом Війська Донського (9 травня) був у 1708 році посланий на чолі повстанського війська (3-5 тис. осіб) на Волгу.
13 травня Некрасов зайняв місто Дмитрівськ, який використав як базу для рейду на Саратов (26 травня), проте поява лояльних до влади Петра I калмиків змусила отамана відступити до Дмитрівська. 7 червня він захопив Царицин і переніс туди свою резиденцію. Дізнавшись про смерть Кіндрата Булавіна та про заняття Черкаська царськими військами, повернувся на Дон і зупинився у станиці Голубинська.
У вирішальній битві наприкінці серпня зазнав поразки і змушений був відвести своїх людей (некрасівців) на Кубань, на той час територію Кримського ханства. З Кубані аж до своєї смерті здійснював вилазки на Дон і в південні повіти Росії, разом із ногайцями нападав на донські козачі містечка та російські села. Заснував кілька однойменних сіл Некрасівка. Поступово з козаками-некрасівцями в єдине Кубанське козацьке військо об'єдналися старі кубанські козаки — старообрядці, що втекли з Дону наприкінці XVII століття (ахреяни). Сприяв підписання мирного договору Кримського ханства та Російської імперії.
Помер 1737 року.

## Пам'ять
Вулиця Ігната Некрасова у селі Нова Некрасівка Одеської області.